# دایا ویخا
دایا ویِخا (به اسپانیایی: Daya Vieja) دهستانی در استان آلیکانتهٔ اسپانیا است.
در این دهستان ۵۹۸ نفر زندگی می‌کنند. مساحت این دهستان ۳٫۱۳ کیلومتر مربع است.